# Шевцова, Лилия Фёдоровна
Лилия Фёдоровна Шевцова (род. 7 октября 1949, Львов) — российский политолог, доктор исторических наук.

## Образование
После окончания средней школы во Львове поступила на филологический факультет Львовского государственного университета им. И. Франко, затем перешла на юридический факультет того же университета. После второго курса поступила в Московский государственный институт международных отношений (МГИМО) МИД СССР и окончила его в 1971 году. Окончила Академию общественных наук при ЦК КПСС. 
В 1976 году получила учёную степень кандидата исторических наук, защитив в МГИМО диссертацию на тему «Непролетарские демократические партии в политической системе европейских стран социализма». В 1989 году стала доктором исторических наук, защитив в Академии общественных наук при ЦК КПСС диссертацию на тему «Теория и практика политических реформ в зарубежных социалистических странах (80-е годы)».

## Научная деятельность
- 1972—1989 — Институт экономики мировой социалистической системы АН СССР, отдел политических исследований, научный, старший научный сотрудник, заведующая отделом;
- 1989—1995 — Институт международных экономических и политических исследований РАН (Институт экономики мировой социалистической системы АН СССР), заместитель директора;
- 1991—1994 — Центр политических исследований Академии наук СССР, директор;
- 1993 — Университет Беркли, Калифорния, профессор;
- 1994 — Корнеллский университет, Итака, Нью-Йорк, профессор;
- 1994 — Джорджтаунский университет, Вашингтон, профессор;
- 1994—1995 — Институт Кеннана международного исследовательского центра Вудро Вильсона, Вашингтон, исследователь;
- 1995—2013 — главный научный сотрудник, Институт экономики РАН.
- 1995—2014 — Фонд Карнеги за международный мир, Вашингтон — Москва, ведущий исследователь (российская внутренняя политика и политические институты). Член научного совета Московского Центра Карнеги;
- 1997—2001 — профессор МГИМО МИД России.
- 2004—2020 — ведущий исследователь, Королевский институт международных отношений, The Chatham House, (Лондон[8])
- 2007—2010 — председатель, Совет по глобальной повестке дня о будущем России (Всемирный экономический форум, Давос[9])
- 2010 — приглашённый профессор, the Paris School of International Affaires at Sciences Po, Paris.
- 2014—2015 — внештатный старший научный сотрудник[10] Брукингского института.
- 2015 — н. в. — почётный доктор Университете St.Gallen (Швейцария)- Honorary Doctor in Social Sciences (Dr. rer. soc. h. c.)
- 2017—2018 — профессор Центра Дэвиса российских и евразийских исследований, Университет Гарварда.
- 2010 — н. в. — член Совета Фонда «Либеральная миссия».

Научные интересы: политология; политические и институциональные трансформации в России; электоральная проблематика; новейшая история России; международные отношения; внешняя политика России.

## Политическая позиция
Шевцова придерживается либерально-демократических ценностей. Одновременно полагает, что эти ценности были в России дискредитированы «системными либералами», которые фактически поддержали систему единовластия и начали на него работать.
Утверждает о суперпрезидентском характере режима, установившегося в России после 1993 года.
На президентских выборах 2000 года поддерживала Григория Явлинского.
Книгу Шевцовой «Россия Путина» (2005) положительно оценили Михаил Горбачёв и Генри Киссинджер. Их краткие отзывы были помещены на обложке книги: «Книга „Россия Путина“ является провоцирующим мысли и интересным анализом. Очень своевременная книга о России, которая стоит перед новыми выборами… Я уверен, что размышления такого вдумчивого и глубокого исследователя, как Лилия Шевцова, получат теплую реакцию читателя» (Михаил Горбачёв). «Книга Лилии Шевцовой рассказывает о сложнейших политических процессах в России. „Путинская Россия“ предлагает ценнейший анализ конфликтов и дилемм, которые станут наследием последующих поколений российских лидеров» (Генри Киссинджер).
«Новое литературное обозрение» писало о книге Шевцовой «Мы. Жизнь в эпоху безвременья»: «Книги, которые пишут идейные противники нынешней российской власти, любопытно читать хотя бы потому, что подобных работ в нашей стране выходит все меньше. А если, как в данном случае, автором к тому же оказывается видный ученый-политолог, много лет проработавший в Московском центре Карнеги и последовательно критиковавший режимы Ельцина и Путина, интерес ещё более усиливается…. В новой работе Лилия Шевцова, как и всегда, логична, напориста, пылка. Её неизменно интересно читать, поскольку она мастерски умеет аргументировать свою точку зрения. Кроме того, во многих отношениях она права: да, сегодня необходимо выработать новую модель развития российского общества, рассматривающую государство как институт, который работает на граждан, а не наоборот; действительно, по многим вопросам оппозиции лучше действовать сообща; конечно, системная оппозиция − не оппозиция вовсе. Наконец, и то, с чем согласиться сложно, в изложении столь искушенного автора тоже заслуживает размышления».
Критически относится к внешней политике Кремля, полагая, что достойная уважения и доверия роль России на международной сцене должна в первую очередь обеспечиваться успехами в экономическом и социальном развитии и благополучием граждан. На деле воинственность России на мировой сцене является способом отвлечь внимание от нерешенных проблем внутри страны.
Во время российско-украинской войны неоднократно выступала в поддержку Украины. В сентябре 2014 вместе с рядом западных и украинских экспертов подписала письмо в журнал The Atlantic, в котором Россию авторы называли агрессором, вторгшимся на Украину, и призывали усилить западные санкции против России.

## Членство в организациях
Была членом Российской ассоциации политических наук; членом Исполнительного Совета Международной Ассоциации «Женщины за международную безопасность» (WIIS); членом редакционных советов журналов «Мегаполис», «Полис», «Демократизация», «Pro et Contra». Была руководителем и членом Секции по исследованию проблем России и Евразии Совета по общественным наукам (SSRC), Вашингтон. Состояла членом правления Международного совета по вопросам изучения Центральной и Восточной Европы и членом правления Института гуманитарных наук при Университете Бостона, Вена-Бостон.
Была первым председателем, а затем членом Совета по глобальной повестке Будущего России («Global Agenda on the Future of Russia») Всемирного экономического форума в Давосе. Состояла членом Совета Форума по борьбе с терроризмом.
Награждена государственным орденом Эстонии Cross Pro Terra Mariana за участие в международном сотрудничестве.
Является членом Совета Центра демократического развития Андрея Сахарова (Литва) и членов редакционных советов журналов: «The Journal of Democracy», «The American Interest», «New Eastern Europe».
В 2008 году журналы «Prospect» и «Foreign Policy» включили Шевцову в список «100 Global Intellectuals»
(«100 ведущих мировых интеллектуалов» вместе с Вацлавом Гавелом, Сэмом Хантингтоном и Полом Кругманом.(https://www.theguardian.com/uk/2008/jun/23/2)
В 1999 и 2001—2004 годах принимала участие в конференциях Бильдербергского клуба.

## Награды
- Орден Креста земли Марии 5 класса (4 февраля 2016 года, Эстония)[18].

## Избранные публикации
- Август 1991. Попытка переворота и её последствия. Издательство Института исследований Норвегии, Апрель 1992.
- Россия перед новым выбором. Секьюрити Диалог, том 25, 1994.
- Неоформившееся государство. Фридом Ревью, ноябрь—декабрь 1995.
- Посткоммунистическая Россия: логика развития и перспективы. Фонд Карнеги, 1995.
- Российские вооруженные силы // Отношения между армией и гражданским обществом и демократия. Лондон, 1996 (на англ. яз.).
- Российские выборы: возврата нет // Foreign Policy. 1996. Июль (на англ. яз.; в соавт.).
- Дилеммы посткоммунистического общества // Sociological Research. 1997. Сентябрь (на англ. яз.).
- Внесистемный режим Бориса Ельцина. М., 1999 (в соавт.).
- Россия Ельцина, Мифы и Реальность. Вашингтон: Карнеги-Брукингс, 1999, (на англ. яз.).
- Горбачев, Ельцин, Путин: Политическое лидерство в переходный период. Вашингтон: Карнеги-Брукингс, 2001 (на англ. яз; соавтор и соредактор).
- От Ельцинского заката к Путинскому возвышению: эволюция выборной монархии. Баден-Баден, 2001 (на англ. яз.).
- Российский гибридный режим // Journal of Democracy. 2001. Октябрь (на англ. яз.).
- Россия Путина (издание 2-е, дополненное). Вашингтон, Фонд Карнеги за международный мир, 2005. (на англ яз.).
- Одинокая держава. Почему Россия не стала Западом и почему России трудно с Западом. — М.: РОССПЭН, 2010. — 272 с.
- Lilia Shevtsova, Political Leadership in Russia’s Transformation in: Russia’s Engagement with the West, ed. Alexander Motyl, Blair Ruble and Lilia Shevtsova, M.E. Sharpe, NY, London, 2005
- Лилия Шевцова, Падение Берлинской стены: повод для размышлений о том, почему все не так… В 20 лет без Берлинской стены: прорыв к свободе, Москва, Московский Центр Карнеги 15 апреля 2011;
- Lilia Shevtsova and Andrew Wood, Change or Decay. Russia’s Dilemmas and the West’s Response, Washington, Carnegie Endowment for International peace, 2011;
- Lilia Shevtsova and Bobo Lo, A 21st Century Myth; Authoritarian Modernization in Russia and China, Moscow, Moscow Carnegie Center, 2012;
- Lilia Shevtsova, Lonely Power, Carnegie Endowment for international Peace, Washington DC, 2011;
- Lilia Shevtsova, Russia in XX1: The logic of suicide and rebirth, Moscow Carnegie Center, Moscow 2013;
- Lilia Shevtsova, Crisis: Russia and the West in the Time of Trouble, Moscow, Moscow Carnegie Center, 2013;
- Russia XXI: The Logic of Suicide and Rebirth, Moscow, Moscow Carnegie Center, 2013.
- Лилия Шевцова, Мы. Жизнь в эпоху безвременья. РОССПЭН, Москва, 2014